# Tita Carloni
Giovanni Battista (Tita) Carloni (Rovio, 24 giugno 1931 – Mendrisio, 24 novembre 2012) è stato un architetto e politico svizzero-italiano.

## Biografia
Figlio di Taddeo (pittore-decoratore) e di Elvezia Piffaretti, sposa in prime nozze Ilse Ruetsch e in seconde nozze Luigia Cairoli. È stato membro della Commissione cantonale della protezione dei monumenti (1960-1967) e della Commissione federale delle belle arti (1988-1989). Dal 1971 al 1978 è stato deputato del Partito socialista autonomo (PSA) al Gran Consiglio ticinese.
Tra le sue opere vi sono la Casa Balmelli a Rovio (1956-1957), le Case d'appartamenti, negozi e uffici a Lugano nel 1960, la Casa Perucchi ad Arosio (1968-1970), il Palazzo dell'Organizzazione cristiano-sociale ticinese a Lugano nel 1970, le Case a schiera di Balerna (1974),  la scuola a Stabio (1974).